# 주경매
주경매(朱敬玫, Zhu Jingmei, ?~885년)는 중국 당나라 말기의 환관으로, 형남절도사(荊南節度使, 본거지는 현 후베이성 징저우 시) 단언모를 살해한 후, 수하의 정예 친위부대인 충용군(忠勇軍)을 기반으로 삼아 사실상 형남 번진(藩鎭)의 지배자가 되었다. 그러나 885년 자신이 임명한 절도사 진유를 감금하고 형남 번진을 강제로 탈취한 장괴에 의해 암살당하였다.

## 생애

### 단언모와의 대립과 형남 번진의 점거
주경매의 출신 배경에 관해서는 거의 알려진 바가 없다. 당나라의 정사인 《구당서》와《신당서》에는 유명한 환관들의 전기들이 모두 수록되어 있으나, 주경매에 대한 전기는 두 정사에 모두 수록되어 있지 않다. 다만, 알려져 있는 것은 그가 880년 (당시 양복광이 형남 감군(監軍)환관으로 있었다) 이후에서 882년 이전 사이에 형남 감군환관이 되었다는 것이다.
주경매가 형남 감군환관의 지위를 차지한 후, 그는 충용군(忠勇軍)이라는 3천 명의 정예 친위 군단을 조직하여 자신이 직접 지휘하였다. 이와 동시에, 그는 이 때문에 절도사 단언모와 대립하게 되었고, 급기야 단언모는 그를 죽이려고 했다. 하지만 882년, 주경매는 선수를 쳐서 단언모를 공격, 살해하기에 이르렀다. 이어서 그는 강릉소윤(江陵少尹, 현 후베이성 징저우 시 장링 현의 차관) 이수(李燧)를 유후(留後)로 삼았다. 당시 재임 중의 황제였던 당 희종(그는 당시 대형 변민군(變民軍) 수령 황소의 반란군이 수도 장안을 함락시킨 이후, 성도로 피난을 가 있었다)은 전에 형남절도사를 지냈던 병부시랑(兵部侍郞) 겸 판탁지(判度支) 정소업(鄭紹業)을 다시 형남절도사에 임명하였다. 그러나 정소업은 주경매를 두려워하여 형남으로 부임하지 않았다. 주경매는 압아(押牙) 진유를 지부사(知府事)로 삼았는데, 이후 희종은 이 임명을 승인하였고, 진유를 유후에 임명하였다. 884년 말에 가서야, 희종은 다시 진유를 절도사에 임명하였다.
주경매가 형남 번진을 지배하는 동안, 그는 갖은 구실을 찾아내어 많은 장교들과 상인들을 학살하고 그들의 재산들을 탈취하여, 자신을 아주 부자로 만들었다. 한때, 희종이 그를 소환하고 중사(中使, 환관 직급의 하나) 양현회(楊玄晦)로 하여금 그를 대신하게 하려고 하였을 때, 그는 소환을 거부하고 아예 강릉에 자리를 잡고 살았다.

### 최후
885년, 그동안 주경매에 의해 임명되어 왔던 진유는 충용군이 난폭하고 교만해져 기강이 해이해지자, 이를 두려워하여 조치를 취하기로 결심했다. 이에 앞서 정소업이 절도사로 있었을 무렵, 그는 대장 신도종(申屠琮)을 장안으로 파견하여 5천 명의 병력을 가지고 대황소 작전에 종군시켰다. 그 해, 신도종과 그의 군대가 형남으로 돌아왔을 때, 진유는 신도종에게 상황을 알리고 그에게 충용군을 파멸시키라는 명령을 내렸다. 충용군의 장수 정군지(程君之)는 그 소식을 듣고 병사들을 이끌고 낭주(朗州, 현 후난성 창더 시)로 달아나려고 했다. 신도종이 그를 추격하여 도중에 100여 명의 충용군 병사들을 죽였고, 나머지는 모두 궤멸되어 흩어져 버렸다. 이 사건 이후로, 신도종이 잠시나마 형남 번진의 군정을 주도하게 되었다.
얼마 후, 진유는 회남(淮南, 본거지는 현 장쑤성 양저우 시) 번진의 무장 장괴와 한사덕(韓師德)을 유인하여 형남 일대를 여러 차례에 걸쳐 약탈해 오던 낭주자사(朗州刺史) 뇌만을 공격하게 하였다. 하지만 장괴는 뇌만을 치기는커녕, 오히려 군사를 돌려 강릉을 습격하여 진유를 축출하였다. 진유는 성도에 있던 희종의 처소로 달아나려고 했으나, 도중에 장괴에게 붙잡혀 강릉에 구금되었다. 이어, 장괴는 주경매가 부를 축적했다는 것을 알게 되었고, 밤을 틈타 병사들을 파견하여 주경매를 그의 저택에서 죽이고 그 재산을 모두 탈취하였다.